# Öretjärnen (Lima socken, Dalarna, 678080-133305)
Öretjärnen är en sjö i Malung-Sälens kommun i Dalarna och ingår i Göta älvs huvudavrinningsområde.